# Nederlands Sociaal Forum
Het Nederlands Sociaal Forum (NSF) is een samenwerkingsverband van Niet-gouvernementele organisaties (NGO's) en Nederlandse andersglobalisten. Het platform ontstond in navolging van het Wereld Sociaal Forum en het Europees Sociaal Forum en als tegenhanger van het Wereld Economisch Forum, maar is sinds 2008 als zodanig niet meer actief.
Het NSF werd onder andere gesteund door de FNV, Oxfam Novib, ICCO, platform Keer het Tij, Stichting Natuur en Milieu en Een Ander Joods Geluid. In 2007 ondertekenden meer dan 260 organisaties de beginselverklaring van het Forum. Een van de initiatiefnemers en later projectleider was René Danen.

## Visie
Onder de leus "een andere wereld is mogelijk" bracht het Forum mensen bij elkaar die zich verzetten tegen de neoliberale globalisering, tegen oorlog en tegen alle vormen van uitsluiting en achterstelling. Het Nederlands Sociaal Forum streefde ernaar een ontmoetingsplek te worden voor iedereen die zich wil inzetten voor andersglobalisme.
Het Wereld Sociaal Forum werd gezien als tegenhanger van het World Economic Forum (Wereld Economisch Forum) dat ieder jaar in Davos in Zwitserland wordt gehouden. In Davos komt de top van bankwezen, multinationals, overheid en vakbeweging bij elkaar om de internationale economische situatie te bespreken. Informeel wordt daar in belangrijke mate het economisch beleid voor de wereld bepaalt. Het Wereld Sociaal Forum moest medewerkers van NGO's, leden van organisaties die zich verzetten tegen het neo-liberalisme, milieu-groepen, leden van inheemse volken en veel andere groepen een platform bieden om hun kijk op de wereld uiteen te zetten en te bespreken. Vervolgens werden al snel regionale sociale fora opgericht. Er ontstond een Europees Sociaal Forum (Londen 2004 : 30.000 deelnemers). In deze context moet de oprichting van het Nederlands Sociaal Forum in 2004 worden gezien. Er werd ook een Sociaal Forum van België opgericht.

## Eerste forum (NSF 2004)
In 2004, na het succes van de Europese fora in Florence (2002) en Parijs (2003), kwam ook in Nederland een omvangrijk initiatief van de grond, waar zich drie grote netwerken verenigden, die samen honderden organisaties omvatten: “Keer het Tij”, de Sociale Alliantie en de Nieuwe Dialoog.
Het eerste Nederlands Sociaal Forum (NSF) werd gehouden op vrijdag 26, zaterdag 27 en zondag 28 november 2004 in de Beurs van Berlage in Amsterdam. Er was een programma  van lezingen, seminars, workshops, tentoonstellingen en allerlei culturele activiteiten. Drieduizend mensen namen deel.
Het programma was geconcentreerd rond zes thema's:
- Oorlog, vrede en conflict;
- Milieu en duurzame ontwikkeling;
- Neoliberalisme, privatisering en zeggenschap;
- Democratie, burgerrechten en sociale rechtvaardigheid;
- Racisme, gender en migratie;
- Media, cultuur en onderwijs.

## Tweede forum (NSF 2006)
Het tweede Nederlands Sociaal Forum met 3000 deelnemers heeft van 19 tot en met 21 mei 2006 plaatsgevonden op de Radboud Universiteit Nijmegen (v/h Katholieke Universiteit Nijmegen (KUN)).
Het programma bestond uit meer dan 150 workshops en 27 seminars. Verder waren er films, cultuur, muziek en een informatiemarkt met ca. 75 organisatiestands.
Belangrijke thema's daarbij waren:
- Duurzame en vreedzame globalisering;
- Mensenrechten / gelijke kansen;
- Werk, inkomen, zorg en onderwijs;
- Strategie en alternatieven van de andersglobaliseringsbeweging.

## Top van Onderop
Dit evenement vond plaats op 20 mei 2007 op locaties rond het Leidseplein in Amsterdam, naar aanleiding van de G8-topconferentie te Heiligendamm, 2007. Volgens de organisatoren namen er 1200 mensen deel aan meer dan vijftig workshops en debatten. Op het Museumplein werd een 40 meter lange muur tegen de G8 opgebouwd. Centraal stonden thema's die op de agenda van de G8 stonden: 
- Klimaatverandering en energie.
- Mondiale armoede en neoliberale globalisering.
- Oorlog, afbraak burgerrechten en racisme.

## NSF in 'slaapstand'
Op de laatste plenaire vergadering van het NFS (4 maart 2008) is ertoe besloten om de structuur van het NSF voorlopig alleen te laten voortbestaan in 'slaapstand'. Hiertoe werd besloten nadat was geconcludeerd dat er geen animo meer bleek te bestaan onder een groot deel van de aangesloten organisaties voor het organiseren van een nieuw NSF. Dit opdrogen van het draagvlak voor de organisatie van een nieuw NSF is weerspiegeld in een drastische terugloop van het aantal aanwezigen op de plenaire vergaderingen. De ‘slaapstand’ houdt in dat ‘als hetzij de gebeurtenissen, hetzij hernieuwd enthousiasme bij een aanzienlijk deel van de aangesloten organisaties daarom vraagt, het mogelijk moet zijn een nieuwe plenaire vergadering te organiseren’. Om de 'slaapstand' te coördineren heeft de vergadering besloten een 'sluimergroep' samen te stellen. Zij zorgen ervoor dat de website en de mailinglist van het NSF blijven bestaan, en zijn het aanspreekpunt voor aangesloten organisaties. Ook dragen zij zorg voor de financiële huishouding van het NSF.